# Mycena lanuginosa
Mycena lanuginosa es una especie de hongo basidiomicetos de la familia Mycenaceae. 

## Características
Este hongo es característico solamente de  Honshu, Japón, donde crecen en la humedad y en lugares sombríos, entre las hojas y ramas caídas de los robles, fue descrito en el año 2007.
La forma del sombrero (píleo) es cónico a convexa, acampanado y estriado, cambian de color al estar húmedos, la superficie del sombrero al principio pareciera que estuviera recubierta con un fino polvo blanco, pero al madurar pierde esa característica, el sombrero llega a medir hasta 1,1 centímetros y el color gris amarronado a marrón rojizo.
El tallo es delgado, mide hasta 1,3 milímetro de grosor y tiene un largo de hasta 6 centímetros, es hueco, su color es gris amarronado a marrón rojizo, recubierto de pelos finos en la base de color blanquecinos.